# Voinești, Iași
Voinești là một xã thuộc hạt Iași, România. Dân số thời điểm năm 2002 là 6155 người.